# Telescopio Víctor M. Blanco
El telescopio Víctor M. Blanco, también conocido como Blanco 4m, es un telescopio de 4 metros de apertura de tipo  Ritchey-Chrétien ubicado en el Observatorio Interamericano del Cerro Tololo, en Chile. Encargado en 1974 y completado en 1976, es idéntico al telescopio Mayall de 4m ubicado en Kitt Peak (Arizona).

## Inauguración
El telescopio se inauguró en 1995, siendo nombrado en honor del astrónomo puertorriqueño Víctor Manuel Blanco. Fue el telescopio óptico más grande del hemisferio sur desde 1976 hasta 1998, cuando se abrió el primer telescopio de 8 metros del Very Large Telescope de la ESO. 

## Instrumentos
Actualmente, el principal instrumento de investigación utilizado en el telescopio es la Cámara de Energía Oscura (DECam), la cámara utilizada en el Muestreo de Energía Oscura. La DECam vio su primera luz en septiembre de 2012.
La cámara Mosaic II se utilizó en este telescopio desde 1999. Fue un desarrollo de la cámara KNPO Mosaic, instalada en 1998 en el hemisferio norte. Estas cámaras se usaron para varios estudios astronómicos, logrando éxitos destacados. 

## Telescopios contemporáneos a la puesta en servicio
| #  | Nombre / Observatorio                                                      | Imagen | Apertura            | M1 Zona | Altitud                   | Primera Luz | Promotor                      |
| -- | -------------------------------------------------------------------------- | ------ | ------------------- | ------- | ------------------------- | ----------- | ----------------------------- |
| 1. | BTA-6 (Observatorio Astrofísico Especial)                                  |        | 238 pulgadas 605 cm | 26 m²   | 2070 metros (6791,3 pies) | 1975        | Mstislav Keldysh              |
| 2. | Telescopio Hale (Observatorio de Palomar)                                  |        | 200 pulgadas 508 cm | 20 m²   | 1713 metros (5620,1 pies) | 1949        | George Ellery Hale            |
| 3. | Telescopio Mayall (Observatorio Nacional de Kitt Peak)                     |        | 158 pulgadas 401 cm | 10 m²   | 2120 metros (6955,4 pies) | 1973        | Nicholas Mayall               |
| 4. | Telescopio Víctor M. Blanco (Observatorio Interamericano del Cerro Tololo) |        | 158 pulgadas 401 cm | 10 m²   | 2200 metros (7217,8 pies) | 1976        | Nicholas Mayall               |
| 5. | Telescopio Anglo-Australiano (Observatorio de Siding Spring)               |        | 153 pulgadas 389 cm | 12 m²   | 1742 metros (5715,2 pies) | 1974        | Príncipe Carlos de Inglaterra |
| 6. | Telescopio ESO 3.6 m (Observatorio de La Silla)                            |        | 140 pulgadas 357 cm | 8.8 m²  | 2400 metros (7874,0 pies) | 1976        | Adriaan Blaauw                |
| 7. | Telescopio Shane (Observatorio Lick)                                       |        | 120 pulgadas 305 cm | ~7 m²   | 1283 metros (4209,3 pies) | 1959        | Nicholas Mayall               |